# Juan Eslava Galán
Juan Eslava Galán (ur. 7 marca 1948 w Arjonie w prowincji Jaén) – hiszpański pisarz i publicysta, autor powieści historycznych i fantastycznych.
Ukończył filologię angielską na uniwersytecie w Grenadzie, gdzie też obronił doktorat. Zajmował się pracą naukową. Na niwie literatury pięknej zadebiutował pozycją Leyendas de los castillos de Jaén (1982). Jego drugi utwór, powieść W poszukiwaniu jednorożca (En busca del Unicornio, 1987), został nagrodzony Premio Planeta. Opublikował ponad 20 powieści, w tym kilka pod pseudonimem Nicholas Wilcox oraz wiele esejów i prac z dziedziny historii. Wydał także tomik sonetów i tłumaczył poezję T.S. Eliota.
Na język polski zostały przetłumaczone cztery powieści Galána: Niewygodna historia hiszpańskiej wojny domowej (Wydawnictwo Dolnośląskie 2005, tłum. Jan Wąsiński, Jerzy Wołk-Łaniewski) W poszukiwaniu jednorożca (wyd. Solaris 2005, tłum. Tomasz Pindel), Smocze zęby (Dientes del dragón, Solaris 2006, tłum. Marcin Sarna) oraz Walentyna (La Mula, wyd. Sonia Draga 2015, tłum. Zofia Siewak-Sojka).